# 2019 год в спорте
Список 2019 год в спорте описывает спортивные события 2019 года.

## События

### Январь
- 26 декабря — 5 января — Чемпионат мира по хоккею среди молодёжных команд ( Ванкувер, Виктория; Канада)[1].
- 5 января — 1 февраля — Кубок Азии по футболу ( Абу-Даби, Дубай, Эль-Айн, Шарджа; ОАЭ)[2].
- 6 — 13 января — Чемпионат мира по хоккею с шайбой среди юниорских женских команд ( Обихиро; Япония)[3]
- 9 — 13 января — Чемпионат Азии по велоспорту на треке ( Джакарта; Индонезия)[4]
- 9 — 27 января — Чемпионат мира по гандболу ( Берлин, Кёльн, Мюнхен, Гамбург; Германия / Копенгаген, Хернинг; Дания)[5].
- 11—13 января — Чемпионат Европы по шорт-треку ( Дордрехт; Нидерланды)[6].
- 11—13 января — Чемпионат Европы по конькобежному спорту ( Коллальбо; Италия)[7].
- 17 января — 10 февраля — Чемпионат Южной Америки по футболу среди молодёжных команд ( Талька, Ранкагуа, Курико; Чили)
- 21 — 27 января — чемпионат Европы по фигурному катанию ( Минск; Белоруссия)[8].
- 21 января — 3 февраля — Чемпионат мира по хоккею с мячом ( Венерсборг, Бурос, Тролльхеттан, Сурте; Швеция)[9][10].
- 25 — 27 января — чемпионат мира по санному спорту ( Винтерберг; Германия).
- 25 — 27 января — Чемпионат мира по шорт-треку среди юниоров ( Монреаль; Канада)[11].
- 27 января — 3 февраля — Чемпионат мира по биатлону среди юниоров ( Осрблье, Брезно; Словакия)[12].

### Февраль
- 1 — 10 февраля — чемпионат мира по фристайлу и сноуборду ( Парк-Сити; США)[13]
- 1 — 2 февраля — чемпионат мира по санному спорту среди юниоров ( Инсбрук; Австрия)[14].
- 2 — 17 февраля — Кубок африканских наций по футболу среди юниоров ( Ниамей, Маради; Нигер)[15]
- 5 — 10 февраля — чемпионат четырёх континентов по фигурному катанию ( Анахайм; США)[16][17].
- 5 — 17 февраля — чемпионат мира по горнолыжному спорту ( Оре; Швеция)[18].
- 7—10 февраля — чемпионат мира по конькобежному спорту на отдельных дистанциях ( Инцелль; Германия)[7].
- 9 — 16 февраля — XIV Европейский юношеский зимний фестиваль ( Сараево; Босния и Герцеговина)[19].
- 11 — 17 февраля — Чемпионат Океании по бадминтону ( Мельбурн; Австралия).
- 15 — 17 февраля — Чемпионат Европы по мини-футболу среди женщин ( Порту; Португалия)[20].
- 15 — 17 февраля — Чемпионат мира по конькобежному спорту среди юниоров ( Базельга-ди-Пине; Италия).
- 19 февраля — 3 марта — чемпионат мира по лыжным видам спорта ( Зефельд; Австрия)[21].
- 23—24 февраля — чемпионат мира по конькобежному спорту в спринтерском многоборье ( Херенвен; Нидерланды)[7].
- 25 февраля — 10 марта — Чемпионат мира по бобслею и скелетону ( Уистлер; Канада)[22].
- 27 февраля — 3 марта — Чемпионат мира по трековым велогонкам ( Прушков; Польша)[23].

### Март
- 1 — 3 марта — чемпионат Европы по лёгкой атлетике в помещении ( Глазго; Великобритания)[24].
- 2 — 3 марта — чемпионат мира по конькобежному спорту в классическом многоборье ( Калгари; Канада)[7].
- 2 — 12 марта — XXIX зимняя Универсиада ( Красноярск; Россия)[25].
- 4 — 10 марта — чемпионат мира по фигурному катанию среди юниоров ( Загреб; Хорватия)[26].
- 6 — 10 марта — чемпионат Европы по биатлону среди юниоров ( Шушёэн; Норвегия)[27].
- 7 — 17 марта — чемпионат мира по биатлону ( Эстерсунд; Швеция)[28].
- 7 — 10 марта — Чемпионат Европы среди юношей по настольному теннису ( Гондомар; Португалия)[29].
- 8 — 10 марта — Чемпионат мира по шорт-треку ( София; Болгария)[30].
- 8 — 15 марта — Чемпионат мира по тяжёлой атлетике среди юниоров ( Лас-Вегас; США)[31].
- 9 — 17 марта — Чемпионат Азии по пляжному футболу ( Паттайа; Таиланд).
- 15 — 16 марта — чемпионат мира по синхронному катанию среди юниоров ( Невшатель; Швейцария)[32].
- 16 — 24 марта — чемпионат мира по кёрлингу среди женщин ( Силькеборг; Дания)[33].
- 17 — 30 марта — чемпионат Европы по шахматам ( Скопье; Северная Македония)[34].
- 18 — 24 марта — чемпионат мира по фигурному катанию ( Сайтама; Япония)[35].
- 30 марта — 7 апреля — Чемпионат мира по кёрлингу среди мужчин ( Летбридж; Канада)[36].

### Апрель
- 4 — 14 апреля — Чемпионат мира по хоккею с шайбой среди женщин ( Эспоо; Финляндия)[37].
- 6 — 13 апреля — Чемпионат Европы по тяжёлой атлетике ( Батуми; Грузия)[38].
- 6 — 14 апреля — Чемпионат мира по фехтованию среди юниоров ( Торунь; Польша)[39].
- 8 — 14 апреля — Чемпионат Европы по борьбе ( Бухарест; Румыния)[40].
- 10 — 14 апреля — Чемпионат Европы по спортивной гимнастике ( Щецин; Польша)[41].
- 11 — 14 апреля — Командный чемпионат мира по фигурному катанию ( Фукуока; Япония)[42].
- 18 — 28 апреля — Чемпионат мира по хоккею с шайбой среди юниорских команд ( Эрншёльдсвик; Умео; Швеция)[43].
- 20 — 27 апреля — Чемпионат мира по кёрлингу среди смешанных пар ( Ставангер; Норвегия)[44].
- 20 — 28 апреля — Чемпионат Азии по тяжёлой атлетике ( Нинбо; КНР)[45].
- 21 — 28 апреля — Чемпионат мира по настольному теннису ( Будапешт; Венгрия)[46].
- 21 — 24 апреля — Чемпионат Азии по лёгкой атлетике ( Доха; Катар)[47].
- 22 — 28 апреля — Чемпионат Азии по шоссейному велоспорту ( Ташкент, Газалкент; Узбекистан)[48].
- 22 — 28 апреля — Чемпионат Африки по бадминтону ( Порт-Харкорт; Нигерия).
- 23 — 28 апреля — Чемпионат Азии по бадминтону ( Ухань; КНР).
- 28 — 5 мая — Кубок Южной Америки по пляжному футболу 2019 ( Рио-де-Жанейро; Бразилия).

### Май
- 1 — 16 мая — Чемпионат Америки по футболу (юноши до 17 лет) ( Брейдентон; США).
- 3 — 19 мая — Чемпионат Европы по футболу (юноши до 17 лет) ( Дублин, Лонгфорд, Уиклоу, Уотерфорд; Ирландия)[49].
- 10—26 мая — чемпионат мира по хоккею с шайбой ( Братислава, Кошице; Словакия)[50].
- 13 — 19 мая — Чемпионат КОНКАКАФ по пляжному футболу ( Пуэрто-Вальярта; Мексика).
- 23 мая — 15 июня — Чемпионат мира по футболу среди молодёжных команд ( Бельско-Бяла, Быдгощ, Гдыня, Люблин, Лодзь, Тыхы; Польша).
- 30 мая — 2 июня — Чемпионат Европы по триатлону ( Верт; Нидерланды).

### Июнь
- 7 июня — 7 июля — женский чемпионат мира по футболу ( Париж, Валансьен, Гавр, Ницца, Лион, Монпелье, Ренн, Реймс, Осер, Нанси, Гренобль; Франция)[51][52].
- 9—22 июня — чемпионат мира по международным шашкам среди женщин ( Якутск, Россия)[53].
- 9—22 июня — Чемпионат Европы по фехтованию ( Дюссельдорф, Германия)
- 14 июня — 7 июля — Кубок Америки по футболу ( Белу-Оризонти, Бразилиа, Порту-Алегри, Рио-де-Жанейро, Салвадор, Форталеза; Бразилия)[54][55].
- 14 — 23 июня — Африканские пляжные игры ( Сал; Кабо-Верде)[56].
- 15 июня — 7 июля — Кубок Северной Америки по футболу ( Пасадина, Денвер, Хьюстон, Шарлотт, Филадельфия, Нашвилл, Кливленд, Глендейл, Чикаго, Гаррисон, Лос-Анджелес, Фриско, Сент-Пол, Канзас-Сити, Харрисон; США /  Сан-Хосе; Коста-Рика /  Кингстон; Ямайка)[57][58].
- 16 — 30 июня — Чемпионат Европы по футболу среди молодёжных команд ( Болонья, Триест, Удине, Чезена, Реджо-нель-Эмилия; Италия / Серравалле; Сан-Марино)[59].
- 18 — 22 июня — Чемпионат Океании по пляжному футболу ( Папеэте; Таити).
- 21 — 28 июня — Чемпионаты Азии по международным шашкам среди мужчин и среди женщин ( Ташкент, Узбекистан)[53].
- 21 — 30 июня — II Европейские игры ( Минск, Белоруссия)[60].
- 21 июня — 19 июля — Кубок африканских наций ( Каир, Суэц, Александрия, Исмаилия, Порт-Саид; Египет)[61][62].
- 27 июня — 7 июля — Чемпионат Европы по баскетболу среди женщин ( Сербия и  Латвия)[63].

### Июль
- 3 — 14 июля — XXX летняя Универсиада ( Неаполь, Италия)[64]
- 6 — 12 июля — Островные игры ( Гибралтар)[65]
- 12 — 28 июля[66] — чемпионат мира по водным видам спорта ( Кванджу, Южная Корея)[67].
- 14 — 27 июля — Чемпионат Европы по футболу (юноши до 19 лет) ( Ереван, Армения)
- 14 — 23 июля — Чемпионат мира по фехтованию ( Будапешт, Венгрия)
- 19 — 28 июля — Квалификация чемпионата мира по пляжному футболу (УЕФА) ( Москва; Россия)
- 26 июля — 11 августа — Панамериканские игры ( Лима, Перу)[68].
- 29 июля — Чемпионаты мира по международным шашкам в формате блиц среди мужчин и женщин ( Рига, Латвия).

### Август
- 4 — 10 августа — Первенство мира среди юниоров по парусному спорту в олимпийском классе Парусная доска RS:X,  Санкт-Петербург[69].
- 5 — 11 августа — Чемпионат Европы по прыжкам в воду ( Киев; Украина).
- 9 — 18 августа — Чемпионат Африки по баскетболу среди женщин ( Дакар; Сенегал).
- 25 августа—4 сентября — чемпионаты Европы по русским шашкам среди мужчин и среди женщин (Измир, Турция)[70]
- 31 августа — 15 сентября — чемпионат мира по баскетболу ( Пекин, Нанкин, Шанхай, Ухань, Гуанчжоу, Дунгуань, Фошань, Шэньчжэнь; КНР)[71][72].
- 25 августа—4 сентября — чемпионаты Европы по русским шашкам среди мужчин и среди женщин (Измир, Турция)[70]
- 31 августа — 15 сентября — чемпионат мира по баскетболу ( Пекин, Нанкин, Шанхай, Ухань, Гуанчжоу, Дунгуань, Фошань, Шэньчжэнь; КНР)[71][72].

### Сентябрь
- 2 — 7 сентября — Командный чемпионат Европы по международным шашкам среди мужчин и среди женщин[73][74]
- 2 — 10 сентября — Чемпионат мира по русским шашкам среди мужчин и среди женщин (Святой Влас, Болгария)[75]
- 14 сентября—2 октября — Чемпионат мира по международным шашкам (Ямусукро, Кот-д’Ивуар)[53]. Чемпионом мира в 10-й раз стал россиянин Александр Георгиев.
- 16 — 22 сентября — Чемпионат мира по художественной гимнастике 2019 ( Баку, Азербайджан)[76].
- 20 сентября — 2 ноября — IX чемпионат мира по регби ( Тёфу, Иокогама, Фукурои, Хигасиосака, Фукуока, Саппоро, Кобэ, Кумамото, Кумагая, Камаиси, Тоёта, Оита; Япония)[77][78].
- 27 сентября — 6 октября — чемпионат мира по лёгкой атлетике ( Доха, Катар)[79][80].

### Октябрь
- 4 — 26 октября — Чемпионат мира по футболу среди юношеских команд ( Бразилия)
- 10 — 19 октября — Матч за звание чемпиона мира по чекерсу в формате 3-Move между Серджо Скарпетта и Роном Кингом ( Бриджтаун, Барбадос). Серджо Скарпетта победил со счётом 33-17 и сохранил титул чемпиона мира.
- 20 октября — Чемпионат мира по международным шашкам в формате рапид ( Hijken[англ.], Нидерланды)[81]. У мужчин победил одержал Рул Бомстра (Нидерланды). У женщин чемпионкой мира во второй раз стала россиянка Тамара Тансыккужина. Впервые в истории призёром чемпионатов мира стала шашистка из Азии — Мунхтуя Насанбаяр (Монголия)

- 21 ноября — 1 декабря — Чемпионат мира пляжному футболу ( Асунсьон, Парагвай).
- 29—30 ноября — Чемпионат Европы по международным шашкам в форматах рапид и блиц среди мужчин и среди женщин ( Нетания, Израиль)[82].
- 30 ноября — 10 декабря — Игры Юго-Восточной Азии[англ.] ( Филиппины)
- 30 ноября — 15 декабря — Чемпионат мира по гандболу среди женщин ( Япония)[5].

### Декабрь
- 5 — 8 декабря — Финал Гран-при по фигурному катанию ( Турин; Италия)[83].
- 12 — 15 декабря — Кубок Первого канала (хоккей) ( Москва; Россия)
- 26 — 31 декабря — Кубок Шпенглера ( Давос; Швейцария)
- 26 декабря — 5 января — Чемпионат мира по хоккею среди молодёжных команд ( Острава, Тршинец; Чехия)[84].